# نصرالله خان (بازیکن فوتبال)
نصرالله خان (انگلیسی: Nasrullah Khan؛ زادهٔ ۱ مارس ۱۹۸۵) بازیکن فوتبال اهل پاکستان بود.
وی همچنین در تیم‌های ملی فوتبال زیر ۲۳ سال پاکستان و پاکستان بازی کرده است.